# Азово-Сивашский национальный природный парк
Азово-Сивашский национальный природный парк, ранее Азо́во-Сива́шское запове́дно-охо́тничье хозя́йство (укр. Азово-Сиваський національний природный парк) — национальный парк, расположенный на севере западной части акватории залива Сиваш и на косе Бирючий Остров, что на территории Херсонской области Украины.
Создан 25 февраля 1993 года. Площадь — 52 154 га.

## История
В 1923 году остров Чурюк вошёл в состав заповедника Аскания-Нова. В 1927 году при заповеднике Аскания-Нова был создан заповедник Приморские косы («Надморські коси»), который включил отдельные участки Северного Причерноморья, Сиваша и Азовского моря. В 1933 году заповедник Приморские косы стал самостоятельным учреждением, затем в 1937 году на его базе были созданы новые заповедники: Черноморский и Азово-Сивашский. В 1957 году распоряжением Совета Министров УССР Азово-Сивашский заповедник был реорганизован в Азово-Сивашское государственное заповедно-охотничье хозяйство, которое включило острова в заливе Сиваш (часть Куюк-Тук, часть Чурюк, Китай) и акваторию вокруг островов, морская полоса вокруг косы Бирючий остров.

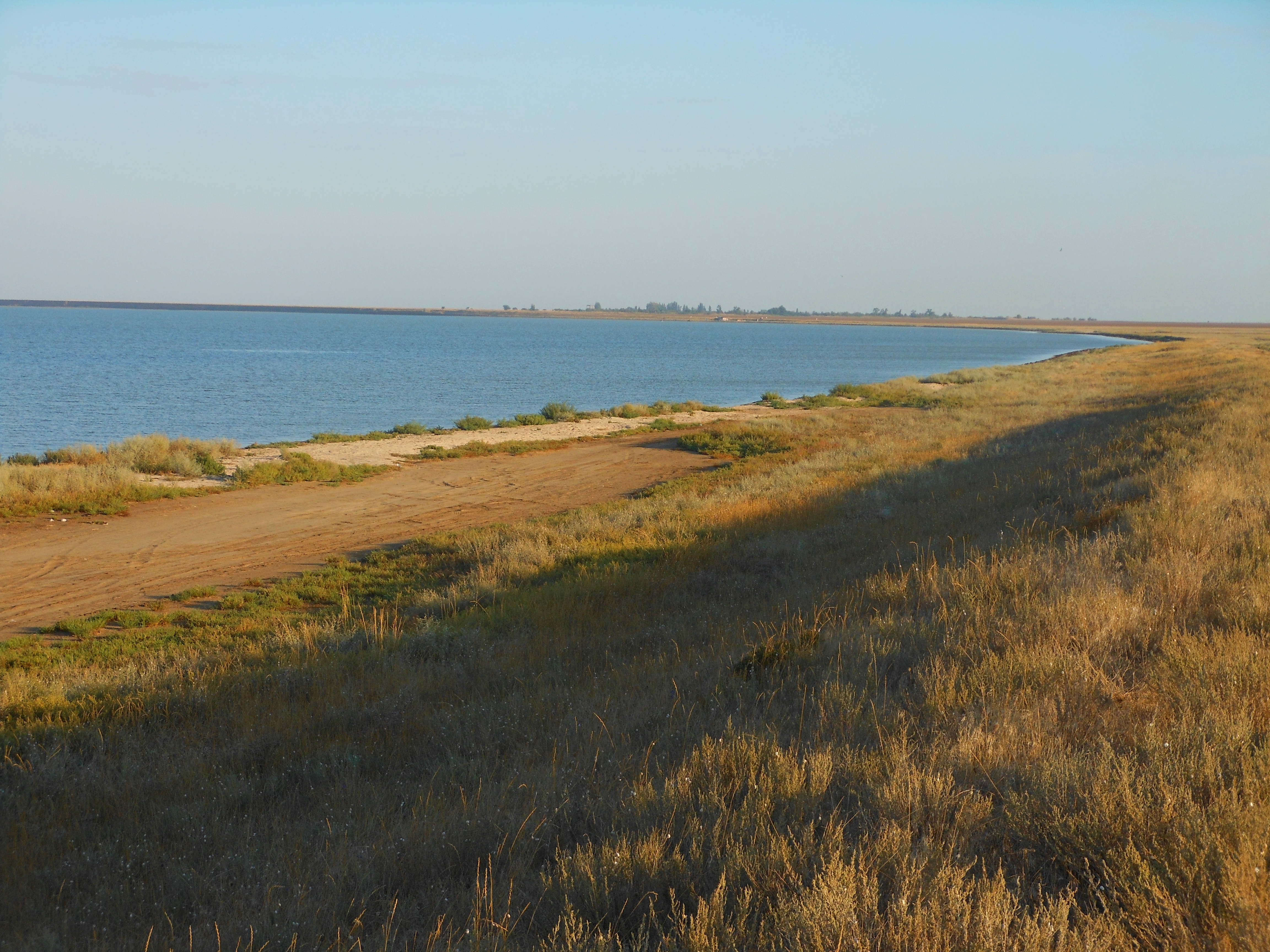

Национальный природный парк был создан указом Президента Украины № 62 от 25 февраля 1993 года путём реорганизации Азово-Сивашского государственного заповедно-охотничьего хозяйства в его границах. Национальный парк создан с целью сохранения, возобновления и рационального использования ценных природных и уникальных комплексов и объектов степи и акватории в северном Приазовье и Присивашье, которые обладают важным природоохранным, рекреационным и историко-культурным значением.
В 1976 году залив Сиваш (площадь 45 700 га) объявлен водно-болотными угодьями международного значения согласно Рамсарской конвенции. В 1995 году постановлением Кабинета Министров Украины № 935 было утверждено водно-болотное угодье «Центральный Сиваш» (площадь 80 000 га).

## География

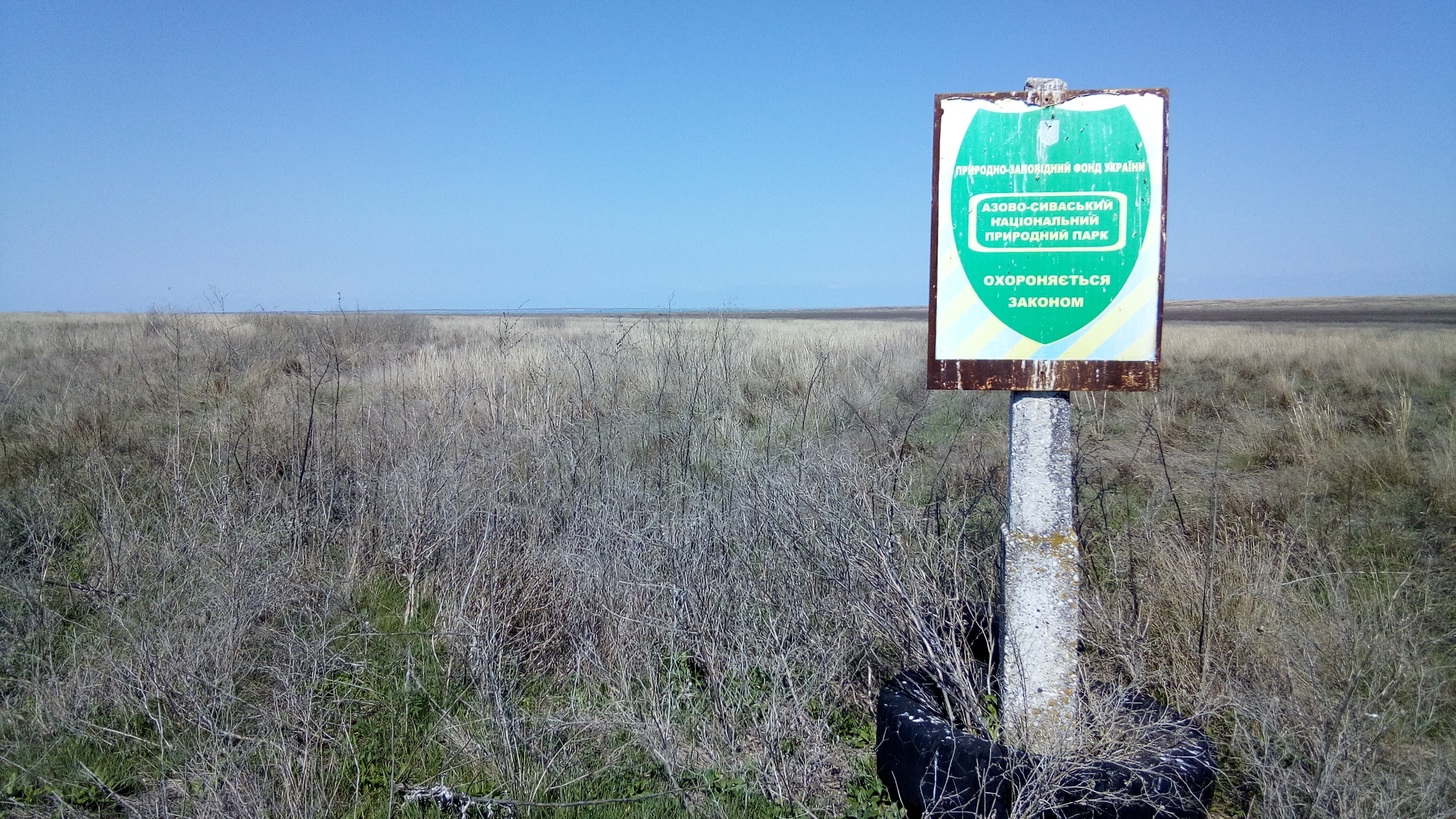

Вся земля является собственностью парка.
- Зонирование: заповедная зона (залив Сиваш) — 38 970 га, зона регулируемой рекреации — 618 га, зона стационарной рекреации — 93 га, хозяйственная зона (коса Бирючий Остров) — 12 473 га.

Площадь парка 52 154 га: 8469 га суша (16,24 %) и 43 685 га акватория (83,76 %). Представлен двумя участками: Бирючанское (коса Бирючий Остров с полосой акватории) и Геническое (акватория Сиваша с островами) отделения. Сухопутная часть парка разделена административными районами: Генический 7528 га (коса Бирючий Остров, острова Куюк-Тук (без северной оконечности), Верблюдка, Китай) и Новотроицкий (западная часть острова Чурюк). Акватория парка включает восточную часть Западного Сиваша в границах Херсонской области, полосу вокруг косы Бирючий остров Азовского моря (в том числе Утлюкского лимана).
На косе Бирючий остров есть несколько домов отдыха, обзорных вышек, места для кратковременных пикников. Здесь есть три автомобильных маршрута, связывающих инфраструктуру парка.

## Природа

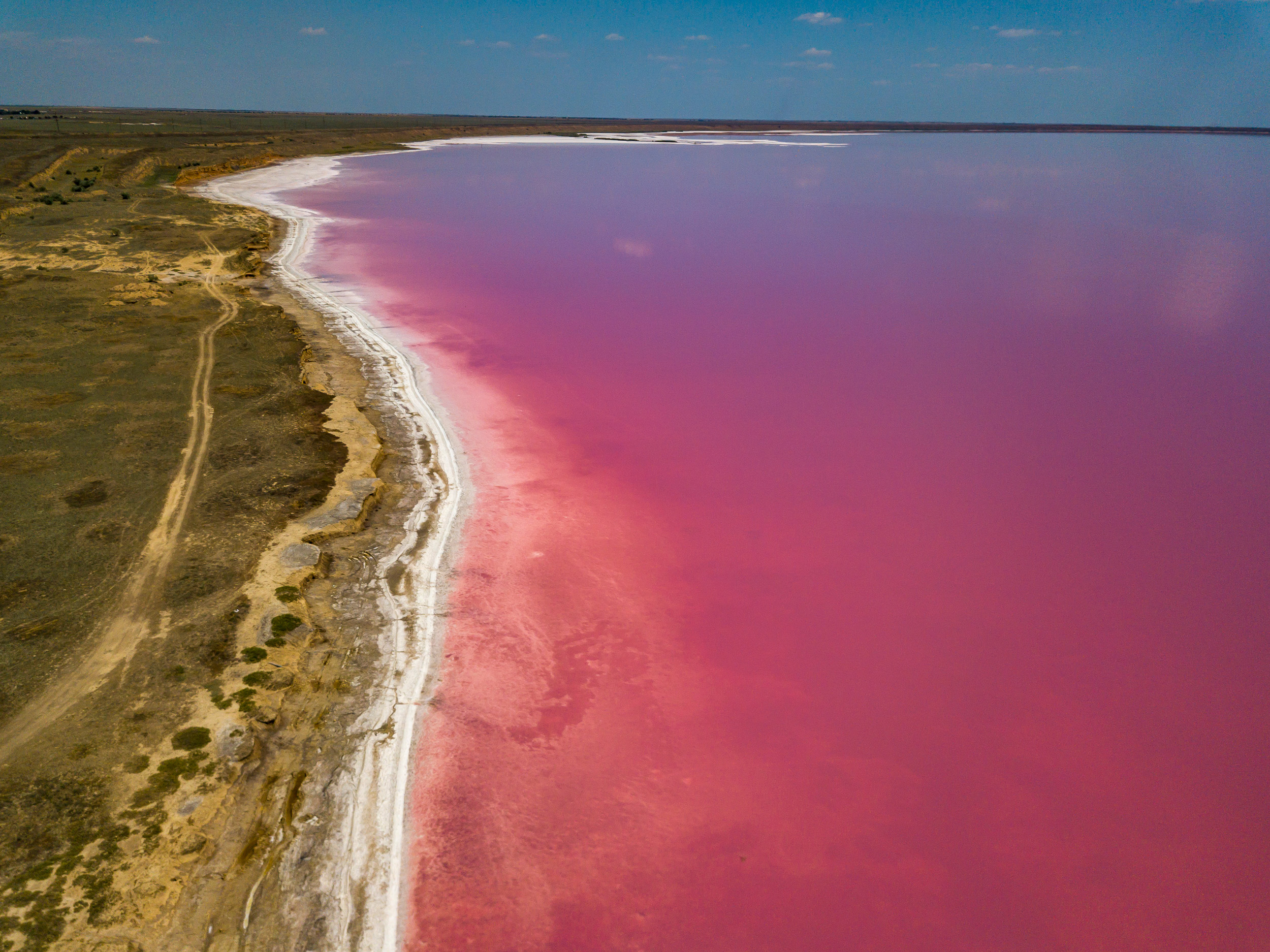

Согласно физико-географическому районированию парк расположен в пределах Присивашско-Приазовской низменной области Причерноморско-Приазовской сухостепной провинции и Присивашско-Крымской низменной области Крымской степной провинции сухостепной подзоны степной зоны Украины. Согласно системе геоботанического районирования, сухопутная часть парка входит в Присивашский округ подзоны Приазовско-Черноморской степной подпровинции Причерноморской провинции Европейско-Азиатской степной области. Коса Бирючий остров и Федотова коса относятся к типу приморских ландшафтов и характеризуется современными приморскими песчано-ракушечниковыми лиманно-морскими равнинами со слаборазвитыми дерноволучными солончаковыми почвами и солончаками. Центральный Сиваш — морской залив лагунного типа. В его пределах выделяют так называемые «засухи» — участки периодически подтапливаемые под действием нагонных волн, которые во время засухи имеют вид тяжелосуглинистых соровых солончаков. Его острова представлены слабодернистыми лесовидными равнинами с каштановыми средне- и сильносолонцеватыми почвами в комплексе с солонцами и луговыми солончаками. Климат парка умеренно континентальный, с жарким длительным сухим летом и относительно короткой зимой с неустойчивым снежным покровом толщиной 5-10 см. Средняя температура июля +24°С, максимальная +40°С. Средняя температура января −3°С, минимальная −34°С. Среднегодовое количество осадков — около 260 мм. Для региона характерны длительные засухи с суховеями.

### Флора

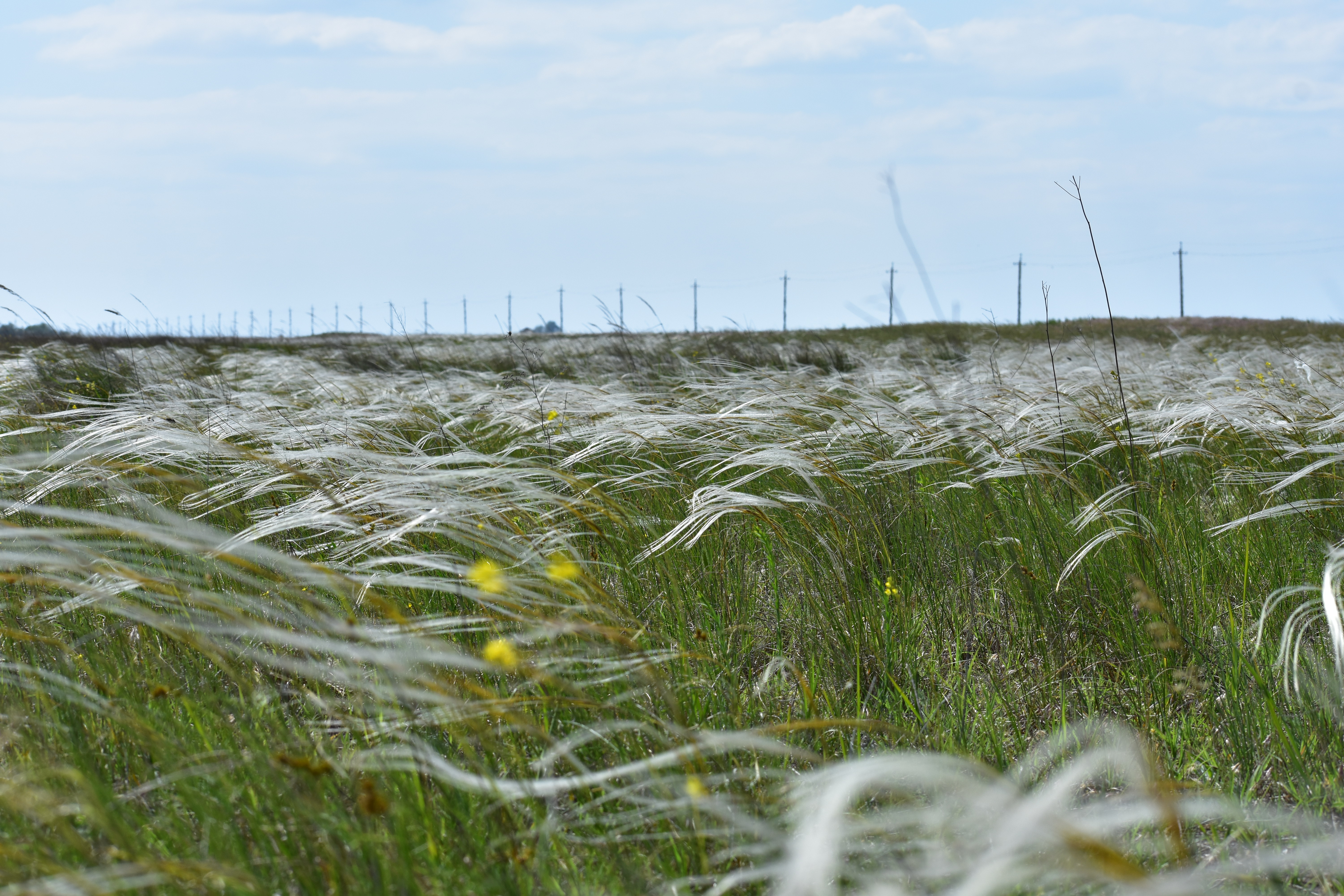

Растительность островов Сиваша представлена пустынной степной и солончаковой, косы Бирючий остров — настоящими степями, а побережье Утлюкского лимана занято зарослями тростника. Некоторые эндемики были описаны именно из национального парка, стали предметом исследований. Всего зарегистрировано 308 видов растений, в том числе 12 видов занесены в Красную книгу Украины.
Острова Сиваша в меньшей степени были подвержены антропогенному влиянию, где сохранились настоящие степные фитоценозы. Здесь произрастают лютик иллирийский (Ranúnculus illýricus), коровяк фиолетовый (Verbascum phoeniceum), шалфей сухостепной (Salvia tesquicola). Среди эндемиков распространены такие виды кермек чурюкский (Limonium tschurjukiense), дивала мутовская (сивашская) (Scleranthus verticillatus), смолёвка сивашская (), тысячелистник бирючинский (Achillea birjuczensis), ситник Фомина, полевица азовская (Agrostis maeotica) синоним полевица гигантская, клоповник сивашский (Lepidium syvaschicum), одуванчик сивашский (Taráxacum syvaschicum), кравник солончаковый (Odontites salinus). Плейстоценовые реликтовые растения встречаются только в Присивашье, такие как офайстон однотычинковый (Ofaistoneta monandri) и тетрадиклис тоненький (Tetradiclis tenella). На водоразделах распространены пустынные степи. Травостой представлен ксерофитными кустарниками (полынь таврическая Artemisia taurica, солянка лиственничная Salsola laricina) и злаками (овсяница Беккера Festuca beckeri, житняк Лавренко Agropyron lavrenkoanum, ковыль Лессинга Stipa lessingiana, ковыль украинский Stīpa ucraīnica). На косах встречаются сообщества вида кермек каспийский (Limonium caspium) и рода подорожник, на мокрых солончаках литорали распространена пустынно-галофитная растительность (солерос европейский Salicórnia europaéa, сведа простёртая Suaeda prostrata, петросимония трёхтычинковая Petrosimonia triandra, кермек полукустарниковый Limonium suffruticosum, сарсазан шишковатый Halocnemum strobilaceum, лебеда татарская Atriplex tatarica).

### Фауна

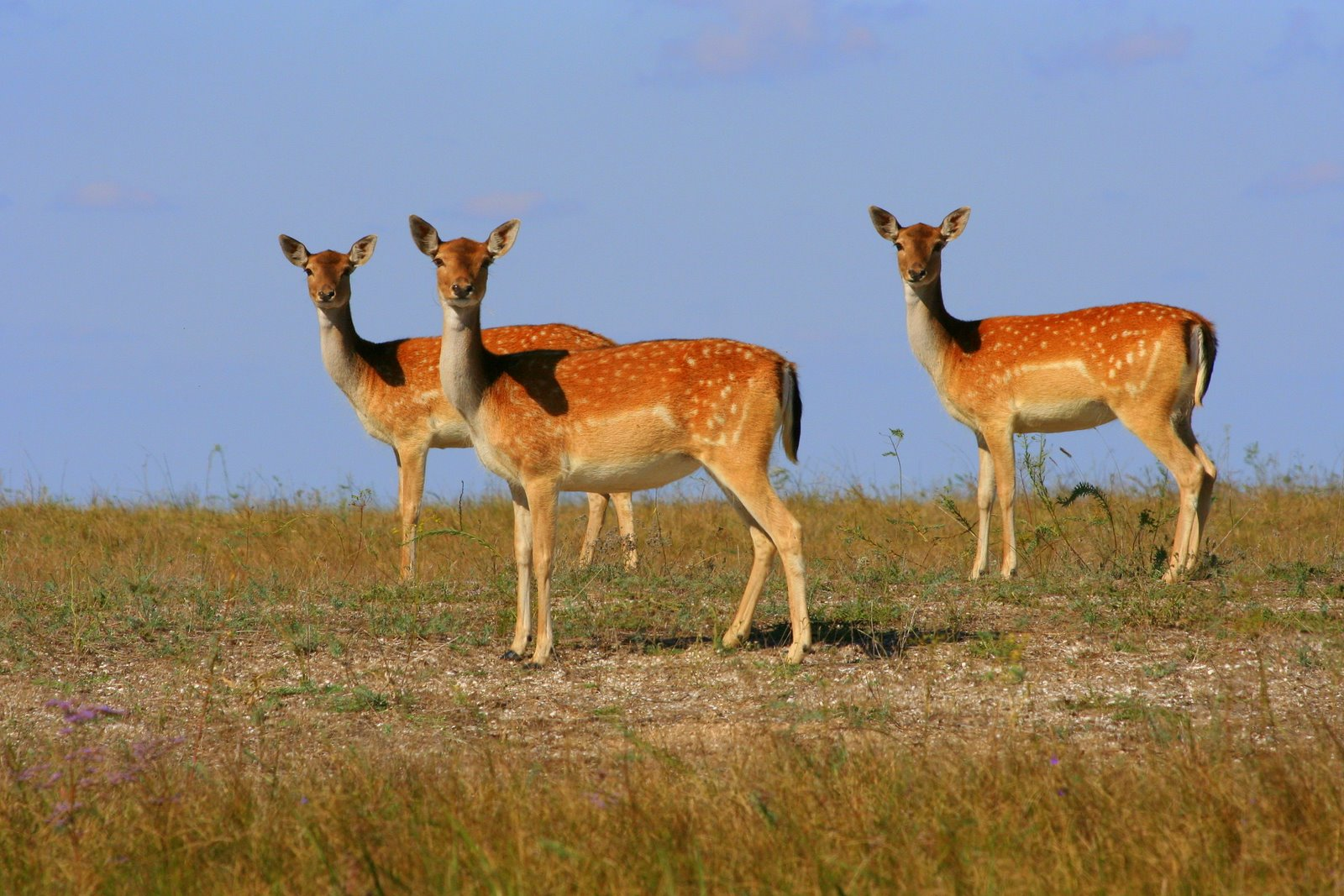

Водно-болотные угодья является местом гнездования, зимования и миграции множества птиц. Всего зарегистрировано 250 видов животных, в том числе 48 видов занесены в Красную книгу Украины. 30 видов птиц занесены в Красную книгу Украины.
На акватории залива Сиваш в течение года пребывает свыше 1 миллиона особей птиц из 197 видов. Распространены виды родов чайки, утки, болотные крачки, пеганки, цапли, вид лебедь-шипун, редкие краснокнижные виды морской зуёк (Charadrius alexandrinus), ходулочник (Himantopus himantopus), кулик-сорока (Haematopus ostralegus), савка (Oxyura leucocephala), черноголовый хохотун (Larus ichthyaetus), орлан-белохвост (Haliaeetus albicilla). Степь Присивашья и коса Бирючий остров является местом обитания дрофа (Otis tarda), стрепет (Tetrax tetrax), журавль-красавка (Anthropoides virgo), серый журавль (Grus grus), полевой лунь (Circus cyaneus), степной лунь (Circus macrourus), беркут (Aquila chrysaetos), большой подорлик (Aquila clanga), балобан (Falco cherrug), сапсан (Falco peregrinus), степная пустельга (Falco naumanni).